# Advance (California)
Advance es un área no incorporada ubicada en el condado de Tulare en el estado estadounidense de California.

## Geografía
Advance se encuentra ubicada en las coordenadas 36°30′57″N 118°54′9″O / 36.51583, -118.90250.